# グレートベア湖
グレートベア湖（グレートベアこ、英: Great Bear Lake）は、北アメリカ大陸の北西部に存在する、湖の1つである。
グレートベア湖の面積は3万1153km2で、これは北アメリカ大陸で4番目に大きな面積を持った淡水湖である。また、カナダでは3番目、全体が国内にあるものでは最大の大きさの湖である。この湖は、おおよそ北緯65度-67度、西経118度-123度に位置しており、ここはカナダのノースウエスト準州に属している。湖面の標高は約156m、湖岸の長さは約2719km、集水地域は11万4717km2である。この湖からは、マッケンジー川の支流の1つであるグレートベア川が流れ出している。
なお、グレートベア湖は、かつてグレートスレイブ湖、アサバスカ湖などとつながっていたと考えられている。かつては、これらの湖全て覆うマッコーネル湖が存在したとされており、これらの湖はマッコーネル湖の残渣と考えられている。このため、これら3つの湖は「姉妹の湖」などと喩えられることもある。
湖の周辺はハイイログマ（Grizzly bear）やアメリカグマ（American black bear）の生息域となっている。

## ギャラリー

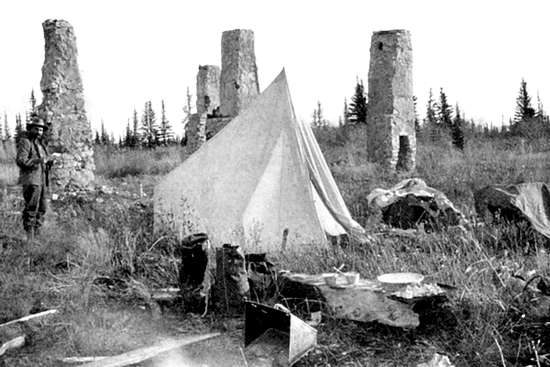
ディーズ川の河口に築かれたコンフィデンス砦（1911年撮影）
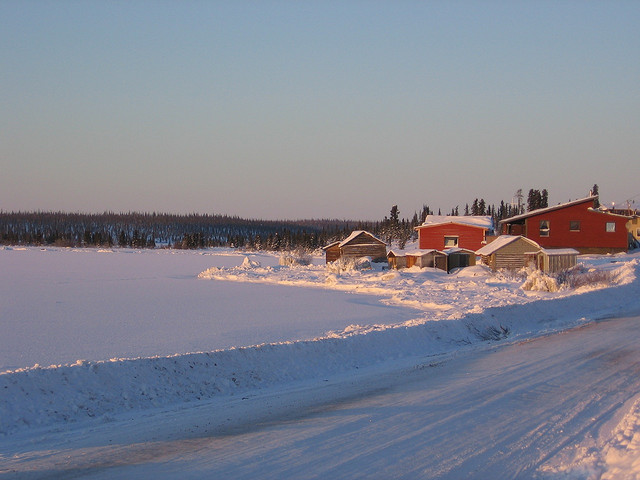
湖岸のデイリネー村
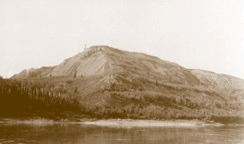
グリズリー・ベア山
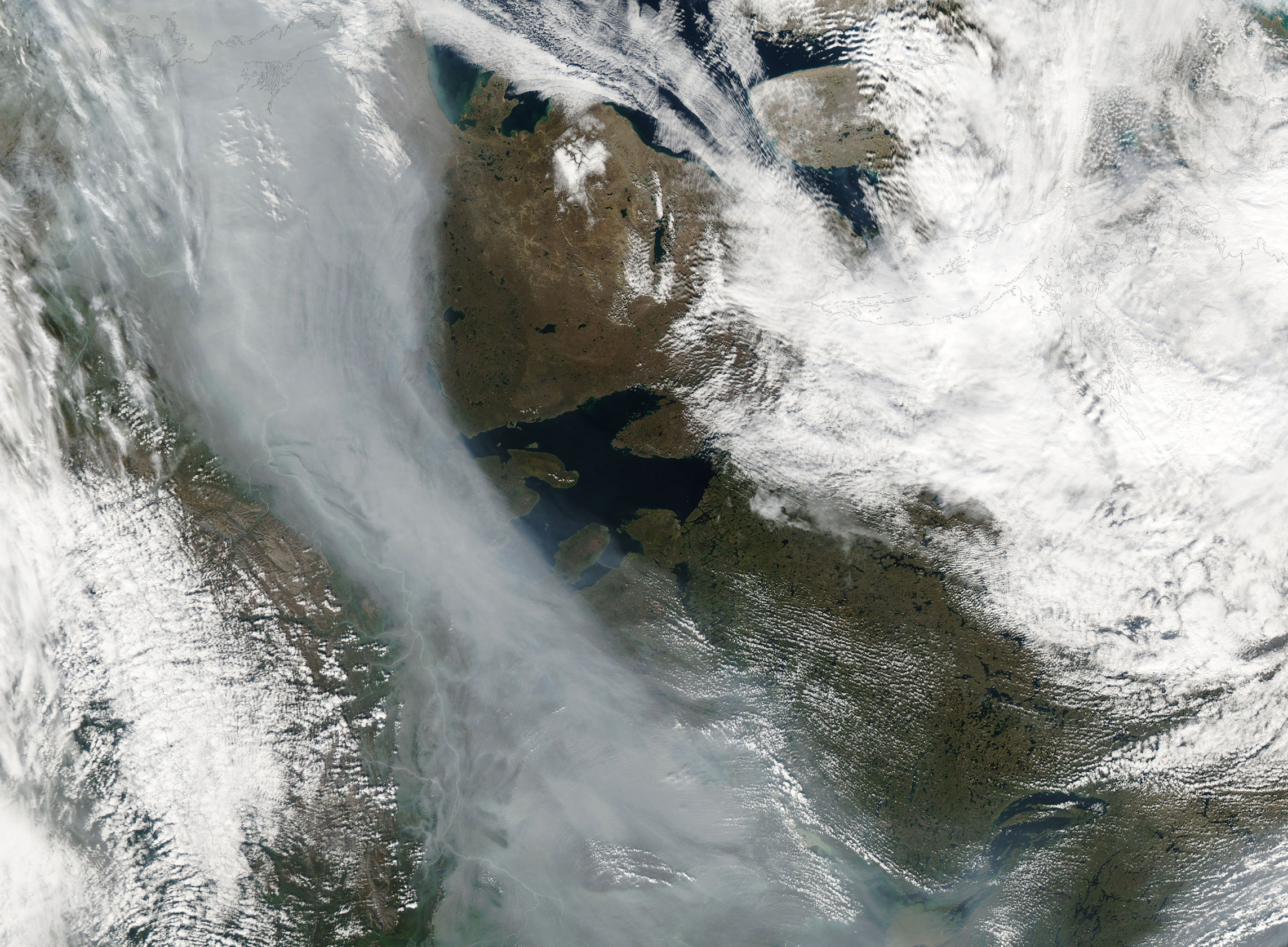
グレートベア湖の衛星写真。アラスカ州の森林火災の煙がかかっている
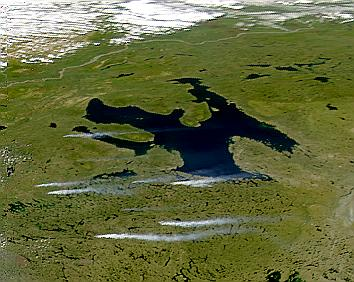
グレートベア湖の衛星写真。森林火災の煙がみえる